# نهر إلينوي
نهر إلينوي أو Illinois River يعد رافد أساسي من روافد نهر مسيسيبي بطول يصل إلى 439 كم بولاية إلينوي في الولايات المتحدة، تفرغ مياه النهر في قطاع كبير من مركز إلينوي، وكان يعد مصدر مهم جدا للسكان الأصليين في الولايات المتحدة والتجار الفرنسيين القدامى كمجرى مائي يربط البحيرات العظمى مع نهر مسيسيبي.
بعد بناء قناة إلينوي وميشيغان وقناة هينبين في القرن التاسع عشر أصبح نهر إلينوي وصلة ما بين بحيرة ميشيغان ونهر مسيسيبي وكعصر صناعي حديث للشحن.